# جواز سفر مكسيكي
تصدر جوازات السفر المكسيكية للمواطنين المكسيكيين لغرض السفر إلى الخارج. جواز السفر المكسيكي الإثبات الرسمي للجنسية المكسيكية. اعتبارًا من 11 يناير 2022 كان المواطنون المكسيكيون يتمتعون بإمكانية الدخول بدون تأشيرة أو تأشيرة عند الوصول إلى 159 دولة وإقليم، واحتلت بذلك المرتبة 24 من حيث حرية السفر وفقًا لمؤشر هينلي لجوازات السفر.
انتقلت المكسيك إلى جواز السفر البيومتري في عام 2021.

## معرض الجوازات

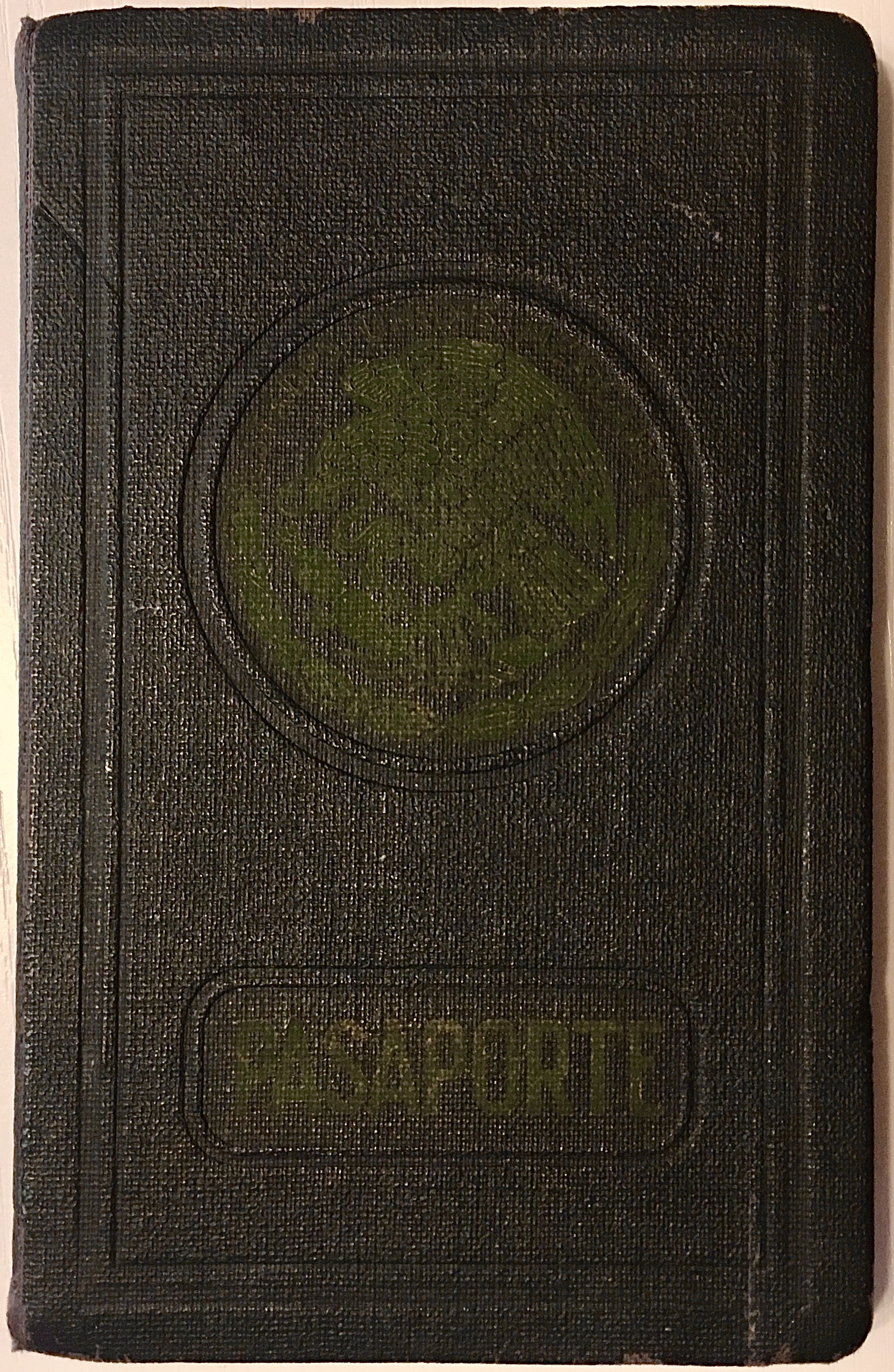
جواز سفر مكسيكي صادر عام 1952

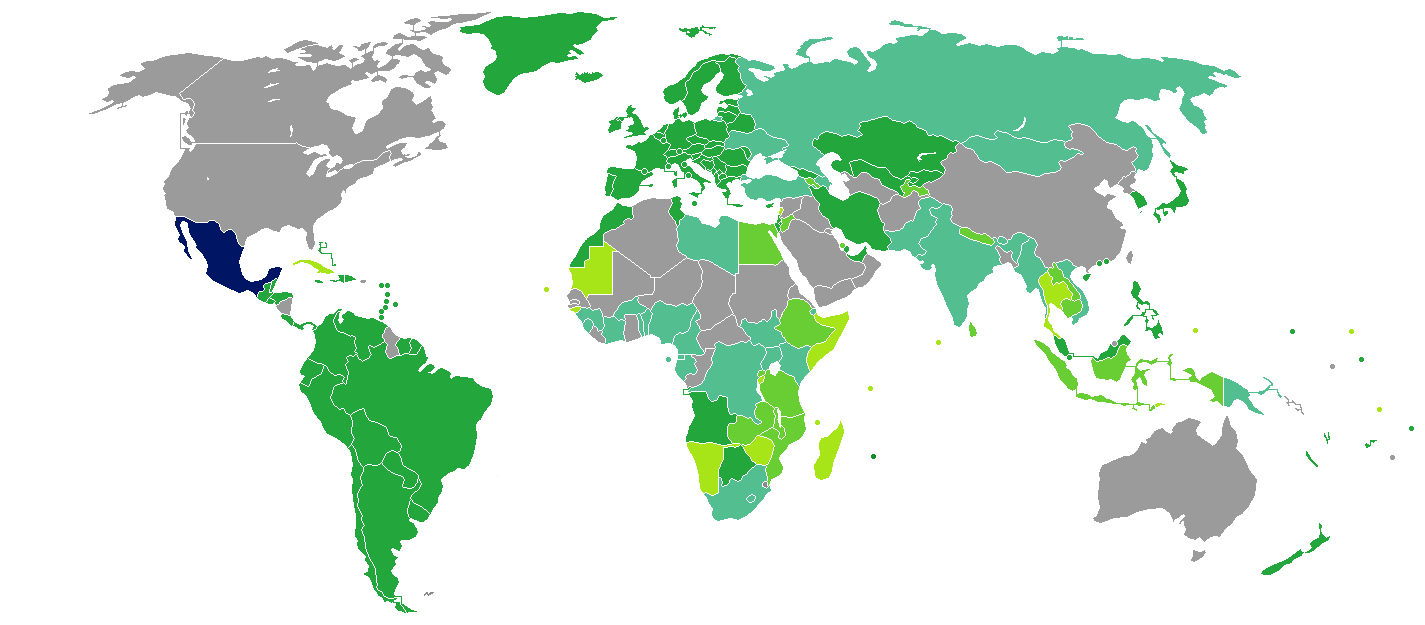
البلدان والأقاليم التي لا تفرض تأشيرة أو تطلب تأشيرة دخول عند الوصول للجهة، لحاملي جوازات السفر المكسيكية العادية.

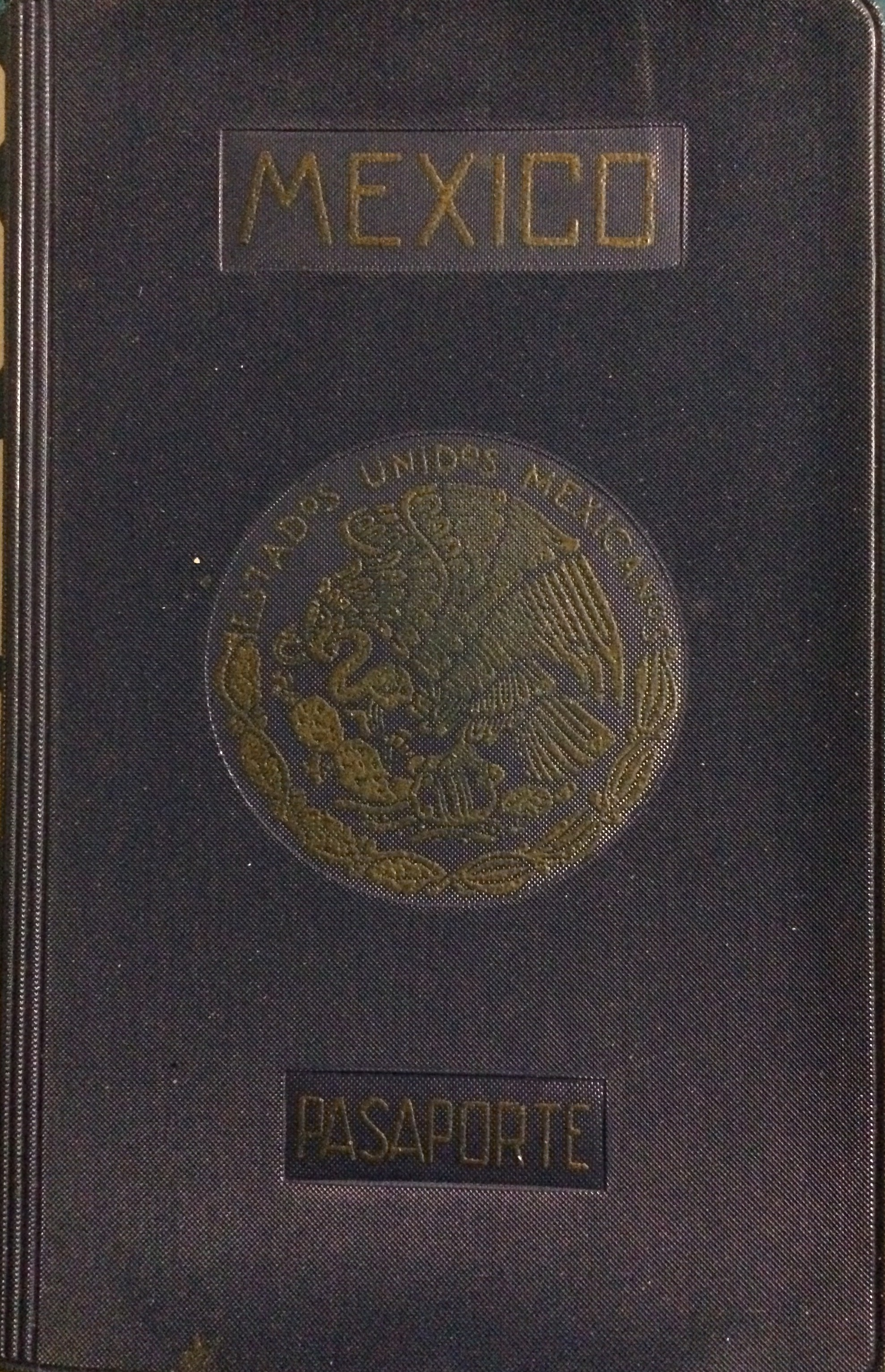
جواز سفر مكسيكي صادر عام 1962
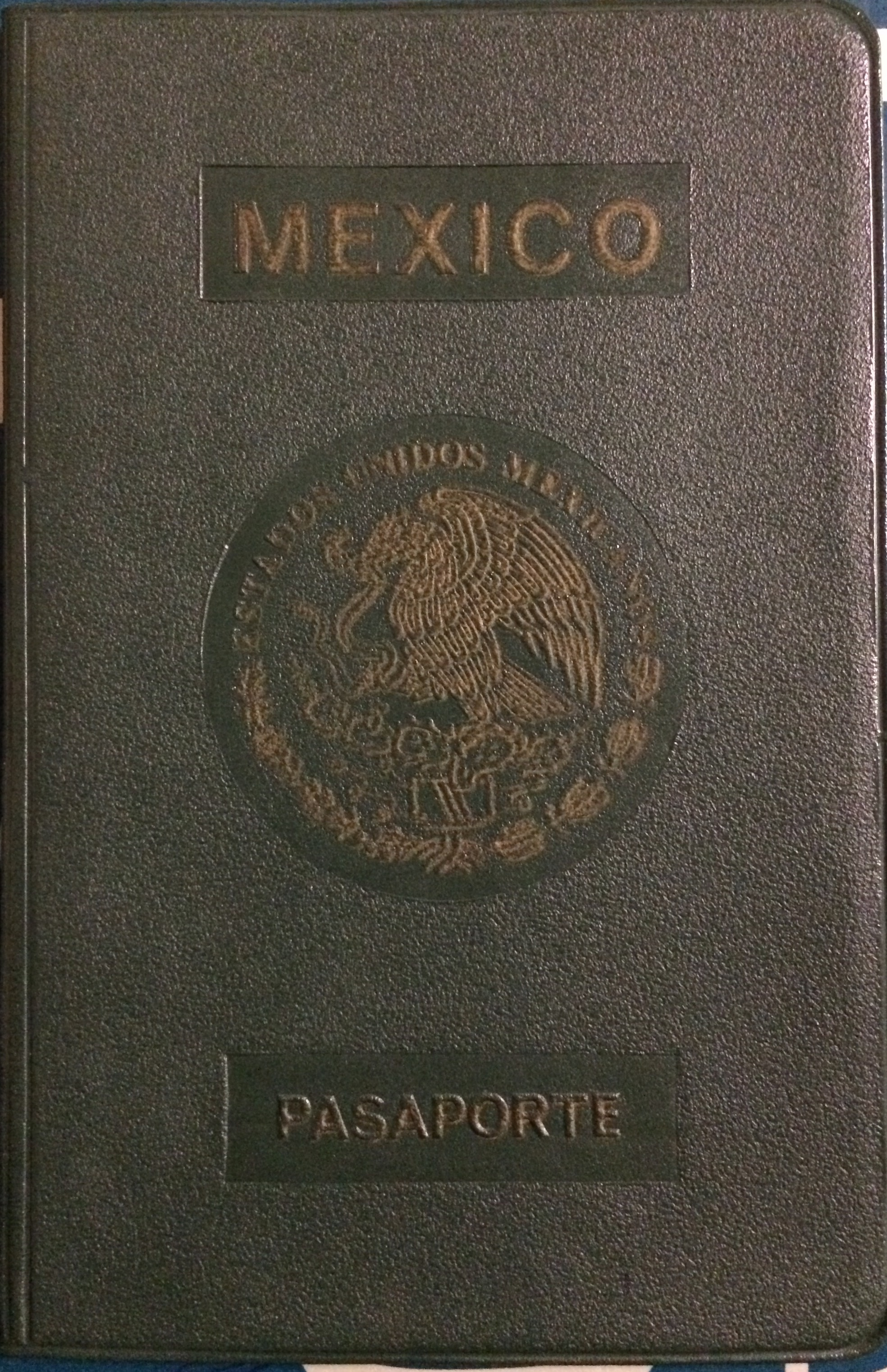
جواز سفر مكسيكي صادر عام 1981
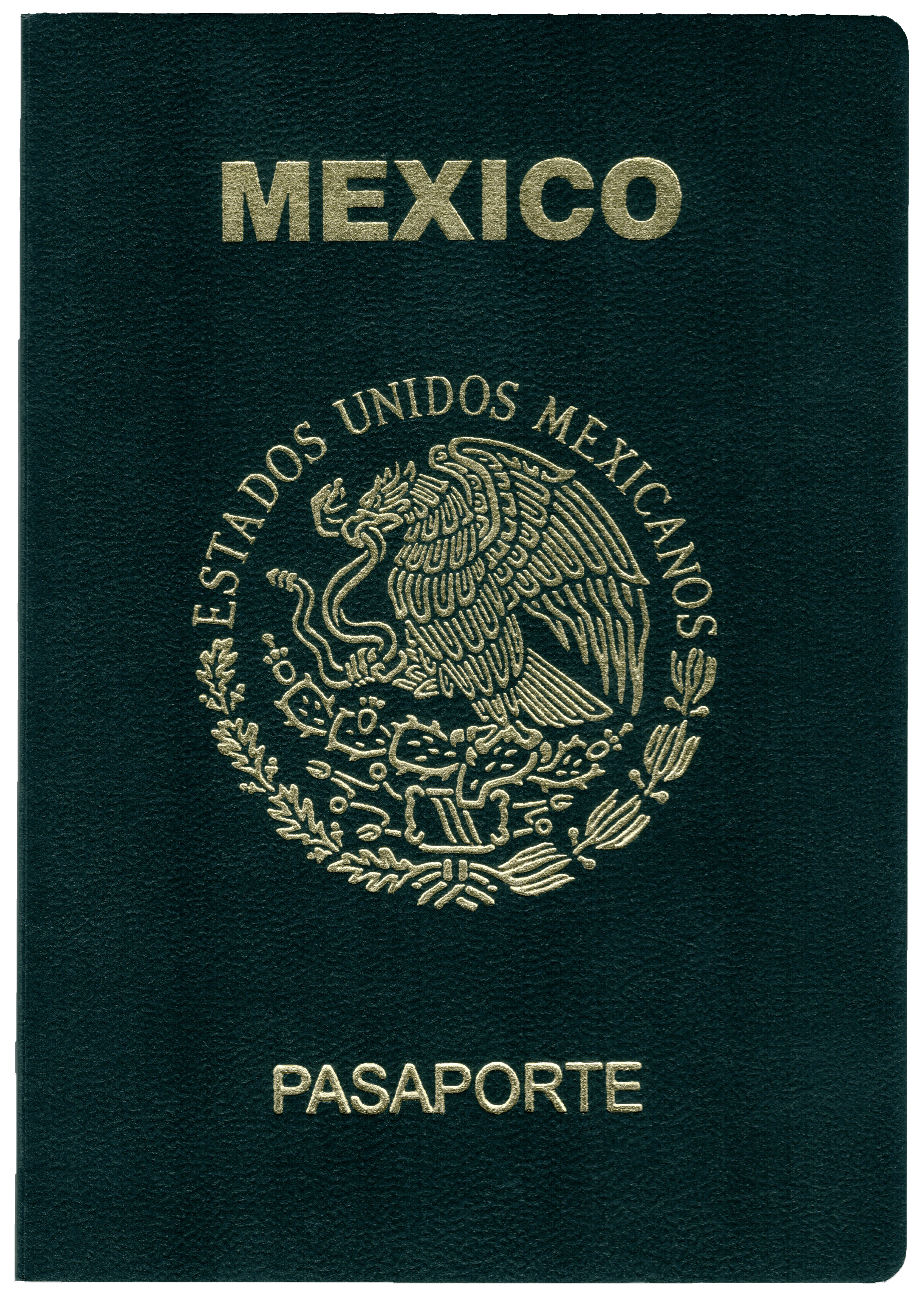
جواز سفر مكسيكي صادر عام 2016
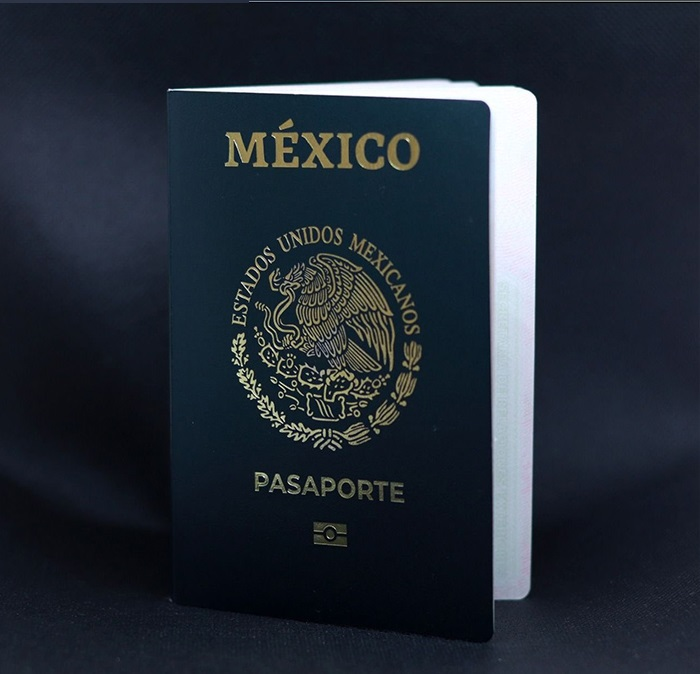
جواز سفر مكسيكي صادر عام 2021

## روابط خارجية
- وزارة المكسيك للشؤون الخارجية (الجوازات)[وصلة مكسورة] (بالإسبانية)
- وزارة المكسيك للشؤون الخارجية (قائمة البلدان التي يمكن للمواطنين المكسيكيين يمكن زيارتها بدون تأشيرة)[وصلة مكسورة] (بالإسبانية)
- وزارة المكسيك للشؤون الخارجية (قائمة البلدان التي يمكن تزور المكسيك بدون تأشيرة) (بالإسبانية)